# Confederation of African Rugby Championship 2005
El Confederation of African Rugby Championship del 2005 fue la sexta edición del Torneo africano de naciones.
El campeón fue Marruecos, obteniendo el segundo título en la competición.

## Resultados

### Grupo A
| Pos. | Equipo                | Encuentros | Encuentros | Encuentros | Encuentros | Tantos  | Tantos    | Tantos     | Puntos |
| Pos. | Equipo                | jugados    | ganados    | empatados  | perdidos   | a favor | en contra | diferencia | Puntos |
| ---- | --------------------- | ---------- | ---------- | ---------- | ---------- | ------- | --------- | ---------- | ------ |
| 1    | South Africa Amateurs | 2          | 2          | 0          | 0          | 145     | 39        | + 106      | 6      |
| 2    | Zimbabue              | 2          | 1          | 0          | 1          | 42      | 52        | - 10       | 4      |
| 3    | Uganda                | 2          | 0          | 0          | 2          | 15      | 111       | - 96       | 2      |

|  | Clasificado a la Semifinal |

### Resultados
| 3 de septiembre | Uganda | 5 – 13  | Zimbabue | Kampala, |  |
|                 |        | Reporte |          |          |  |

| 17 de septiembre | Zimbabue | 29 – 47 | South Africa Amateurs | Harare, |  |
|                  |          | Reporte |                       |         |  |

| 1 de octubre | South Africa Amateurs | 98 – 10 | Uganda | Johannesburgo, |  |
|              |                       | Reporte |        |                |  |

### Grupo B
| Pos. | Equipo          | Encuentros | Encuentros | Encuentros | Encuentros | Tantos  | Tantos    | Tantos     | Puntos |
| Pos. | Equipo          | jugados    | ganados    | empatados  | perdidos   | a favor | en contra | diferencia | Puntos |
| ---- | --------------- | ---------- | ---------- | ---------- | ---------- | ------- | --------- | ---------- | ------ |
| 1    | Namibia         | 2          | 2          | 0          | 0          | 61      | 17        | + 44       | 6      |
| 2    | Madagascar      | 2          | 1          | 0          | 1          | 47      | 65        | - 18       | 4      |
| 3    | Costa de Marfil | 1          | 0          | 0          | 1          | 10      | 36        | - 26       | 1      |

### Resultados
| 3 de septiembre | Namibia | 6 – 0 | Costa de Marfil |  |  |

| 17 de septiembre | Madagascar | 30 – 10 | Costa de Marfil | Antananarivo, |  |
|                  |            | Reporte |                 |               |  |

| 1 de octubre | Namibia | 55 – 17 | Madagascar | Windhoek, |  |

### Grupo C
| Pos. | Equipo    | Encuentros | Encuentros | Encuentros | Encuentros | Tantos  | Tantos    | Tantos     | Puntos |
| Pos. | Equipo    | jugados    | ganados    | empatados  | perdidos   | a favor | en contra | diferencia | Puntos |
| ---- | --------- | ---------- | ---------- | ---------- | ---------- | ------- | --------- | ---------- | ------ |
| 1    | Marruecos | 2          | 2          | 0          | 0          | 29      | 6         | + 23       | 6      |
| 2    | Kenia     | 2          | 1          | 0          | 1          | 40      | 34        | +6         | 4      |
| 3    | Túnez     | 2          | 0          | 0          | 2          | 18      | 27        | - 29       | 2      |

### Resultados
| 23 de abril | Túnez | 3 – 10  | Marruecos | Túnez, |  |
|             |       | Reporte |           |        |  |

| 7 de mayo | Marruecos | 29 – 3  | Kenia | Casablanca, |  |
|           |           | Reporte |       |             |  |

| 21 de mayo | Kenia | 37 – 15 | Túnez | Nairobi, |  |
|            |       | Reporte |       |          |  |

## Semifinal
| 5 de noviembre | South Africa Amateurs | 31 – 33 | Madagascar | Johannesburgo, |  |

| 5 de noviembre | Marruecos | 49 - 0 | Namibia | Casablanca, Namibia |  |

## Final
| 25 de septiembre | Marruecos | 43 - 6 | Madagascar | Stade de France, París, Francia |  |

| Bandera de Marruecos |
| Campeón Marruecos    |
| Segundo título       |